# Dương Khuê
Dương Khuê (楊珪, 1839-1902), tự: Giới Nhu, hiệu Vân Trì; là quan nhà Nguyễn, và là nhà thơ Việt Nam ở thế kỷ 19.

## Thân thế và sự nghiệp
Dương Khuê là người ở làng Vân Đình, huyện Sơn Minh, phủ Ứng Hòa, tỉnh Hà Nội (nay thuộc thị trấn Vân Đình, huyện Ứng Hòa, Hà Nội).
Xuất thân trong một gia đình nhà Nho. Ông là con cả Đô ngự sử Dương Quang, và là anh ruột của danh sĩ Dương Lâm.
Nhờ chuyên cần, Dương Khuê là người văn hay, chữ tốt. Năm 1864, ông đỗ Cử nhân (cùng khoa này có Nguyễn Khuyến đỗ Giải nguyên); nhưng vào kinh thi Hội, thì bị hỏng khoa đầu. Được Tùng Thiện Vương mời về nhà dạy con cháu học, ông nán lại chờ khoa thi sau. Năm Mậu Thìn (1868), thời vua Tự Đức, ông dự thi Đình đỗ Tiến sĩ.

### Thăng trầm nghiệp quan
Ban đầu, Dương Khuê được bổ làm Tri phủ Bình Giang (Hải Dương), rồi thăng làm Bố chính.
Đầu thập niên bảy mươi của thế kỷ 19, tay lái buôn Jean Dupuis uy hiếp các quan chức người Việt ở Bắc Kỳ để tự do sử dụng sông Hồng, ông ở trong nhóm những sĩ phu cương quyết chống lại. Ông dâng sớ về triều xin có thái độ quyết liệt với người Pháp, bị vua Tự Đức phê là "bất thức thời vụ" (không biết thời cuộc), rồi bị giáng xuống chức Chính sứ sơn phòng lo việc khai hoang.
Năm 1873, quân Pháp đánh Bắc Kỳ lần thứ nhất. Sau khi thương thuyết, họ chịu trả lại bốn thành cho triều đình Huế, thì Dương Khuê được điều động làm Án sát Hải Phòng.
Dương Khuê và vụ án ở Định-Yên: Năm 1878 ở Nam Định-Hưng Yên xảy ra một vụ nhũng lạm công quỹ khổng lồ mà số thiếu hụt về tiền, gạo, thóc lên tới hàng trăm ngàn quan. Vua Tự Đức phái quan Khoa đạo Trần Đình Liêm cùng với Bố chính Đồng Sĩ Vịnh, Án sát Nguyễn Duy Kế đến tận nơi điều tra. Trong vụ này Bố chính Phan Đức Trạch (đã chết) đã bị thuộc hạ cáo buộc là đã lấy từ kho tiền đưa cho Dương Khuê vay 100 lạng bạc (10000 quan) và Vũ Khoa vay 150 lạng bạc (15000 quan). Các lời khai của Dương Khuê và Vũ Khoa không làm triều đình hài lòng, nên Dương Khuê bị phạt trảm giam hậu (nghĩa là bị tạm giam, trong thời hạn 3-5 năm phải trả lại số tiền đã lấy, nếu không trả được thì sẽ bị thi hành án tử), Vũ Khoa bị giáng cấp và đổi nhiệm sở. Sau này nhà vua gia ân, chuẩn cho 2 ông được làm việc chuộc tội và được khai phục chức vị cũ (nguồn: Đai Nam thực lục, Quốc sử quán triều Nguyễn, Nhà xuất bản Giáo dục 2002, tập 8, trang 377-378 và 382-383)
Năm 1878, nhân lễ "ngũ tuần khánh thọ " của mình, vua Tự Đức xuống chỉ cho ông làm Đốc học Nam Định. Sau đó, ông lần lượt trải các chức: Bố chính, Tham tá Nha kinh lược Bắc Kỳ, Tổng đốc Nam Định-Ninh Bình.
Năm 1897, Toàn quyền Paul Doummer xóa bỏ điều 7 của Hòa ước Giáp Thân 1884, đặt cơ sở cho guống máy cai trị của Chính phủ bảo hộ, thì Dương Khuê xin cáo quan, lúc 58 tuổi, được tặng hàm Thượng thư bộ Binh.

### Mất
Dương Khuê mất ngày 6 tháng 3 năm Nhâm Dần (1902). Nghe tin, bạn thân ông là Tam nguyên Yên Đổ Nguyễn Khuyến đã làm bài thơ Khóc Dương Khuê để viếng ông ( ở câu đầu "Bác Dương thôi đã thôi rồi")
Tác phẩm của ông để lại có Vân Trì thi thảo (Bản thảo thơ Vân Trì); và một số bài ca trù, bài văn, câu đối, trướng...

## Nhận xét (sơ lược)
Trước đây, ông vẫn được xem là một đại biểu của khuynh hướng "thoát ly hưởng lạc" trong văn học Việt Nam ở nửa cuối thế kỷ 19. Nhà phê bình Nguyễn Tường Phượng viết: "Sinh vào lúc Nho học tàn cuộc, quốc gia mất chủ quyền nên cũng như bạn đồng thời là Chu Mạnh Trinh, Dương Khuê lấy thơ, rượu, ca xướng...để tiêu khiển". Đồng quan điểm này, GS. Phạm Thế Ngũ xếp các tác phẩm của Dương Khuê vào nhóm "Văn hành lạc và trào phúng". Song gần đây, bước đầu giới nghiên cứu đã có cách lý giải mới đối với phần tâm sự của ông gửi gắm trong thơ văn. Là một viên chức buổi giao thời, đường làm quan không mấy suôn sẻ..., vì thế các sáng tác của ông, chính là một phương tiện giúp ông giải tỏa những bất mãn đối với hiện thực...
Tuy có làm thơ chữ Hán, nhưng ông nổi tiếng nhờ những bài ca trù. Với sự tinh luyện về ngôn ngữ và sự hài hòa trong thanh điệu của ông, khiến những bài ấy luôn cuốn hút người nghe.
Nhìn chung, xét về lời, thơ Dương Khuê đã đạt đến trình độ "thanh thoát, uyển chuyển và hóm hỉnh".

## Giới thiệu một bài ca trù
Dưới đây là bài ca trù tiêu biểu và nổi tiếng của Dương Khuê: 
| Gặp lại cô đầu cũ Hồng Hồng, Tuyết, Tuyết, Mới ngày nào chửa biết cái chi chi. Mười lăm năm thấm thoắt có xa gì! Ngoảnh mặt lại, đã tới kỳ tơ liễu. Ngã lãng du thời, quân thượng thiếu, Kim quân hứa giá, ngã thành ông Cười cười nói nói thẹn thùng, Mà bạch phát với hồng nhan chừng ái ngại. Riêng một thú Thanh Sơn đi lại, Khéo ngây ngây dại dại với tình. Đàn ai một tiếng dương tranh... |

## Cảnh đẹp Tây Hồ
Gió đưa cành trúc la đà
Tiếng chuông Trấn Vũ, canh gà Thọ Xương
Mịt mù khói tỏa ngàn sương
Nhịp chày Yên Thái, mặt gương Tây Hồ.
bài thơ này nằm trong cuốn Vân Trì thi thảo.

## Thông tin thêm
Em Dương Khuê là Dương Lâm (1851-1920), từng giữ chức Phó Tổng tài Quốc sử quán nhà Nguyễn, Chủ bút báo Đồng Văn...Sau ông xin cáo quan về mở trường dạy học tại quê nhà. Ông là người tao nhã, yêu nước, có tài văn chương, và là một nhà giáo giỏi.
Trong số các cháu nội của hai ông (Dương Khuê và Dương Lâm), có những người nổi tiếng như: nhạc sĩ Dương Thiệu Tước, Giáo sư-Tiến sĩ Dương Thiệu Tống, nhà thơ Dương Tuyết Lan, nhà khoa học Dương Nguyệt Ánh, nhạc sĩ Dương Thụ, nhạc sĩ kiêm thi sĩ Dương Hồng Kỳ, nhà văn Dương Vân Mai Elliott.

## Sách tham khảo chính
- Nguyễn Huệ Chi, mục từ: "Dương Khuê" im trong Từ điển văn học (bộ mới). Nhà xuất bản Thế giới, 2004.
- Nguyễn Q. Thắng-Nguyễn Bá Thế, Từ điển nhân vật lịch sử Việt Nam. Nhà xuất bản Khoa học xã hội, 1992.